# Гросхартау
Гросхартау (нем. Großharthau) — община в Германии, в земле Саксония. Подчиняется административному округу Дрезден. Входит в состав района Баутцен. Подчиняется управлению Гросхартау. Население составляет 3224 человека (на 31 декабря 2010 года). Занимает площадь 37,27 км².
Община подразделяется на 4 сельских округа.

## Население
| Год  | Численность | Численность |
| ---- | ----------- | ----------- |
| 2017 | 2710        | [ 1 ]       |
| 2019 | 2768        | [ 3 ]       |
| 2021 | 2896        | [ 4 ]       |
| 2022 | 2911        | [ 5 ]       |
| 2023 | 2920        | [ 2 ]       |